# Dorothy Green (Tennisspielerin)

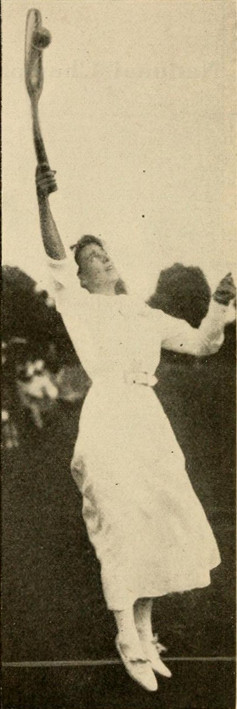
Dorothy Green

Dorothy Green (* 31. März 1887; † 1. Dezember 1964) war eine US-amerikanische Tennisspielerin im zweiten Jahrzehnt des 20. Jahrhunderts.

## Erfolge
Im Jahr 1912 gewann sie mit ihrer Landsfrau Mary Browne das Damendoppel bei den US-amerikanischen Tennismeisterschaften (heute US Open). Sie besiegten Maud Barger-Wallach und Frederike Schmitz in drei Sätzen mit 6:2, 5:7, 6:0.